# Gubernatorzy Queenslandu
Gubernator Queenslandu (Governor of Queensland) – osobisty przedstawiciel monarchy i zarazem formalnie najwyższy urzędnik władzy wykonawczej w stanie Queensland. Kompetencje gubernatora są niezwykle szerokie i obejmują m.in. skracanie kadencji parlamentu, mianowanie premiera i nakładanie na ustawy niewzruszalnego weta. W praktyce z tej ostatniej prerogatywy gubernator nie korzysta w ogóle, zaś pozostałe uprawnienia stosuje co do zasady na wniosek premiera, na którego powołuje lidera partii lub koalicji mającej większość w parlamencie stanowym. Rzeczywista rola ustrojowa gubernatora jest głównie ceremonialna i sprowadza się do zadań reprezentacyjnych.  

## Lista gubernatorów

### Gubernatorzy kolonii brytyjskiej
| od   | do   | gubernator               |
| ---- | ---- | ------------------------ |
| 1859 | 1868 | George Bowen             |
| 1868 | 1871 | Samuel Blackall          |
| 1871 | 1874 | George Phipps            |
| 1874 | 1877 | William Cairns           |
| 1877 | 1883 | Arthur Edward Kennedy    |
| 1883 | 1889 | Anthony Musgrave         |
| 1889 | 1895 | Henry Norman             |
| 1895 | 1901 | Charles Cochrane-Baillie |

### Gubernatorzy stanu Australii
| od   | do   | gubernator               |
| ---- | ---- | ------------------------ |
| 1901 | 1901 | Charles Cochrane-Baillie |
| 1901 | 1904 | Herbert Chermside        |
| 1905 | 1909 | Frederic Thesiger        |
| 1909 | 1914 | William MacGregor        |
| 1914 | 1920 | Hamilton Goold-Adams     |
| 1920 | 1925 | Matthew Nathan           |
| 1925 | 1932 | Thomas Goodwin           |
| 1932 | 1946 | Leslie Wilson            |
| 1946 | 1957 | John Laverack            |
| 1958 | 1966 | Herbert Abel Smith       |
| 1966 | 1972 | Alan Mansfield           |
| 1972 | 1977 | Colin Hannah             |
| 1977 | 1985 | James Ramsay             |
| 1985 | 1992 | Walter Campbell          |
| 1992 | 1997 | Leneen Forde             |
| 1997 | 2003 | Peter Arnison            |
| 2003 | 2008 | Quentin Bryce            |
| 2008 | 2014 | Penelope Wensley         |
| 2014 | 2021 | Paul de Jersey           |
| 2021 |      | Jeanette Young           |

 : 